# Пробег Павловск — Пушкин
Пробег Павловск — Пушкин (полное название — традиционный легкоатлетический пробег «Павловск — Пушкин», посвящённый памяти мастера спорта СССР В. Логинова) — ежегодный легкоатлетический пробег, один из старейших в России.
Как правило, пробег проводится в середине октября.

## История
Пробег основан в 1947 году.
С 2014 года пробег проводится в память о Владимире Сергеевиче Логинове (1953 — 2011) — мастере спорта СССР, полковнике, начальнике кафедры физической подготовки Пушкинского высшего военного училища противовоздушной обороны и радиоэлектроники. В. Логинов был популяризатором легкоатлетического спорта в армии, организатором многих легкоатлетических соревнований и пробегов: «Павловск — Пушкин», «Гатчина — Пушкин», «Пулково — Пушкин».

## Маршрут пробега
В разные годы расположение старта и финиша пробега менялось.
До 2020 года спортсмены стартовали от Привокзальной площади г. Павловска и финишировали у стадиона ЦФКСЗ «Царское Село» г. Пушкина.
С 2020 года пробег проводится на территории Отдельного (Нижнего) парка г. Пушкина.